# 梁益誌
梁益誌（1982年2月28日—）是一名生於臺灣高雄市的政治、社運人士，曾任臺灣綠黨中央執行委員，並曾擔任高雄同志遊行聯盟發起人、第二屆高雄同志遊行聯盟總召集人、2013年309廢核大遊行南臺灣主持人，同時也在高雄市經營性別友善的南人窩咖啡廳和南人獨立工作室。
梁益誌長期為同志和反核議題發聲，特別在高雄地區經營，舉辦各項遊行與活動；並在2014年九合一選舉代表綠黨參選高雄市議員，主打環保、食安、勞工、青年、平權等議題，是台灣選舉史上少有的已出櫃同性戀候選人。

## 生平經歷
台大畢業後於台灣同志諮詢熱線協會擔任義工，開始學習以性別角度關注各種社會議題。在經歷多場遊行抗爭後，深深感悟理念傳達無法單靠知識的傳播，年輕人必須要身體力行，參與更多社會運動，於是創立高雄同志遊行聯盟，舉辦各種高雄在地的性別運動。也透過本身的參與，接觸到更多社會議題，像是居住、土地、環境、勞工等。

## 參政經歷
在歷經10年運動後，因為所關注的社會議題遇到瓶頸，特別是性別教育在學校的落實面上沒有太大的成長，決定參選市議員，進入體制內，解決政策執行上的問題。
- 2014年2月，正式宣佈參選高雄市三民區市議員。
- 2014年6月，舉辦「公民參與」政見審議座談會。
- 2014年7月，舉辦「多元平等」政見審議座談會。
- 2014年8月，親手打造太陽能宣傳腳踏車隊，環保不是口號，力求自行實踐，使用低碳環保的方式選舉。[6]
- 2014年9月，以「公民進擊！幸福升級！」做為口號登記參選[7]。同月，帶領6對同志伴侶登記結婚，惟依法無法登記，其呼籲時任總統馬英九正視「同志婚姻需求」。[8]

### 2014年高雄市議員選舉
- 高雄市第七選舉區（三民區）
- 應選名額：8席，含婦女保障名額：2席
- 人口數：346,120
- 選舉人數：277,098
- 投票數（投票率）：179,647（64.83%）
- 有效票（比率）：176,604（98.31%），無效票（比率）：3,043（1.69%）

| 號次 | 候選人 | 政黨         | 得票數 | 得票率 | 當選 |
| ---- | ------ | ------------ | ------ | ------ | ---- |
| 1    | 鄭新助 | 無黨籍       | 14,776 | 8.37%  |      |
| 2    | 黃香菽 | 中國國民黨   | 16,801 | 9.51%  |      |
| 3    | 梁益誌 | 台灣綠黨     | 7,798  | 4.42%  |      |
| 4    | 黃永富 | 親民黨       | 3,739  | 2.12%  |      |
| 5    | 童燕珍 | 中國國民黨   | 10,643 | 6.03%  |      |
| 6    | 林家慶 | 無黨籍       | 512    | 0.29%  |      |
| 7    | 黃柏霖 | 中國國民黨   | 21,003 | 11.89% |      |
| 8    | 曾俊傑 | 中國國民黨   | 14,899 | 8.44%  |      |
| 9    | 洪平朗 | 民主進步黨   | 9,719  | 5.50%  |      |
| 10   | 張美瑛 | 無黨籍       | 544    | 0.31%  |      |
| 11   | 林進興 | 民主進步黨   | 8,054  | 4.56%  |      |
| 12   | 何權峰 | 民主進步黨   | 20,901 | 11.83% |      |
| 13   | 林武忠 | 民主進步黨   | 16,348 | 9.26%  |      |
| 14   | 郭國志 | 無黨籍       | 1,685  | 0.95%  |      |
| 15   | 康裕成 | 民主進步黨   | 17,283 | 9.79%  |      |
| 16   | 黃淑美 | 台灣團結聯盟 | 11,899 | 6.74%  |      |

## 外部連結
- 梁益誌 Facebook
- YouTube上的梁益誌頻道
- YouTube上的梁益誌競選團隊頻道
- 台灣綠黨候選人介紹網站 - 公民進擊！幸福升級！梁益誌